# تشارلز ويب (لاعب كريكت)
تشارلز ويب (24 نوفمبر 1874 - 18 نوفمبر 1963)  (بالإنجليزية: Charles Johnston Bourne Webb)‏ هو كاهن أنجليكاني ولاعب كريكت بريطاني وبريطاني (وحمل سابقاً جنسية المملكة المتحدة لبريطانيا العظمى وأيرلندا).

## وصلات خارجية
- تشارلز ويب على موقع إي آس بي آن كريك إنفو (الإنجليزية)